# CART World Series 1990
CART World Series 1990 kördes över 16 omgångar. Mästare blev Al Unser Jr..

## Delsegrare
| Datum        | Bana         | Vinnare            | Team                 | Rapport |
| ------------ | ------------ | ------------------ | -------------------- | ------- |
| 8 april      | Phoenix      | Rick Mears         | Penske Racing        | *       |
| 22 april     | Long Beach   | Al Unser Jr.       | Galles-Kraco Racing  | *       |
| 27 maj       | Indianapolis | Arie Luyendyk      | Doug Shierson Racing | *       |
| 3 juni       | Milwaukee    | Al Unser Jr.       | Galles-Kraco Racing  | *       |
| 17 juni      | Detroit      | Michael Andretti   | Newman/Haas Racing   | *       |
| 24 juni      | Portland     | Michael Andretti   | Newman/Haas Racing   | *       |
| 8 juli       | Cleveland    | Danny Sullivan     | Penske Racing        | *       |
| 15 juli      | Meadowlands  | Michael Andretti   | Newman/Haas Racing   | *       |
| 22 juli      | Toronto      | Al Unser Jr.       | Galles-Kraco Racing  | *       |
| 5 augusti    | Michigan 500 | Al Unser Jr.       | Galles-Kraco Racing  | *       |
| 26 augusti   | Denver       | Al Unser Jr.       | Galles-Kraco Racing  | *       |
| 2 september  | Vancouver    | Al Unser Jr.       | Galles-Kraco Racing  | *       |
| 16 september | Mid-Ohio     | Michael Andretti   | Newman/Haas Racing   | *       |
| 23 september | Road America | Michael Andretti   | Newman/Haas Racing   | *       |
| 7 oktober    | Nazareth     | Emerson Fittipaldi | Marlboro Team Penske | *       |
| 21 oktober   | Laguna Seca  | Danny Sullivan     | Penske Racing        | *       |

## Slutställning
| Plats | Förare             | Team                                          | Poäng |
| ----- | ------------------ | --------------------------------------------- | ----- |
| 1     | Al Unser Jr.       | Galles-Kraco Racing                           | 210   |
| 2     | Michael Andretti   | Newman/Haas Racing                            | 181   |
| 3     | Rick Mears         | Penske Racing                                 | 168   |
| 4     | Bobby Rahal        | Galles-Kraco Racing                           | 153   |
| 5     | Emerson Fittipaldi | Marlboro Team Penske                          | 144   |
| 6     | Danny Sullivan     | Marlboro Team Penske                          | 139   |
| 7     | Mario Andretti     | Newman/Haas Racing                            | 136   |
| 8     | Arie Luyendyk      | Doug Shierson Racing                          | 90    |
| 9     | Eddie Cheever      | Chip Ganassi Racing                           | 80    |
| 10    | John Andretti      | Porsche Motorsports                           | 51    |
| 11    | A.J. Foyt          | A.J. Foyt Enterprises                         | 42    |
| 12    | Raul Boesel        | Truesports Co.                                | 42    |
| 13    | Scott Goodyear     | Doug Shierson Racing                          | 36    |
| 14    | Teo Fabi           | Porsche Motorsports                           | 33    |
| 15    | Scott Brayton      | Dick Simon Racing                             | 28    |
| 16    | Roberto Guerrero   | Patrick Racing                                | 24    |
| 17    | Mike Groff         | Euromotorsport                                | 17    |
| 18    | Didier Theys       | Vince Granatelli Racing A.J. Foyt Enterprises | 15    |
| 19    | Dominic Dobson     | Bruce Leven Racing                            | 12    |
| 20    | Pancho Carter      | Leader Cards Racing                           | 9     |